# Bernard Farcy
Bernard Farcy (nacido el 17 de marzo de 1949, Lyon, Francia) es un actor francés.

## Biografía
Bernard Farcy estudió en el conservatorio de Lyon, junto con Christine Pascal. Se graduó el primer año tras obtener segundos premios: la comedia clásica, la comedia moderna y la tragedia. Dejó el conservatorio de Lyon sin continuar el segundo año, se trasladó a París después de pasar un año en la escuela de teatro Robert Hossein en Reims. En un teatro de Montparnasse, creó un espectáculo compuesto donde se pueden encontrar dos partes bien diferenciadas: La Flor En La Boca de Luigi Pirandello y la Pimienta de Cayena de René de Obaldia. El director del casting Dominique Besnehard vio el espectáculo y le presentó a Jean-Jacques Beineix, Bernard Farcy obtuvo su primer papel en el cine en La Luna En El Arroyo dirigida por este último.
Toma el papel de personajes inquietantes en las películas donde aparece, pero la más notable fue en la saga de películas Taxi donde encarnó al Comisario Gilbert.
También obtuvo una nominación para este papel a los premios Emmy en Nueva York en 2006.

## Filmografía

### Cine

#### Años 1980
- 1983 : La Luna En El Arroyo de Jean-Jacques Beineix
- 1984 : Nuestra historia de Bertrand Blier
- 1984 : Mujeres De Persona de Christopher Frank
- 1984 : Paseo A La Sombra de Michel Blanc: Monseñor Christian
- 1986 : Relación De Parentesco de Willy Rameau
- 1986 : Tenue de soirée de Bertrand Blier
- 1987 : Saxo de Ariel Zeitoun
- 1987 : No Se Debe Despertar A Un Policía Que Duerme de José Pinheiro: Latueva
- 1987 : El Solitario de Jacques Deray: Carmoni
- 1987 : Cœurs croisés de Stéphanie de Mareuil
- 1988 : La Travesía de Yves Boisset
- 1988 : Historia De Un Soldado de Larry Parr : André

#### Años 1990
- 1991 : Los Equilibristas de Nikos Papatakis
- 1993 : El Encuentro de Justiniano O El Bastardo De Dios de Christian Fechner
- 1994 : Grosse fatigue de Michel Blanc
- 1996 : Los Tres Hermanos de Didier Bourdon y Bernard Campan : Monsieur Steven.
- 1996 : Las Hermanas Del Sol de Jeannot Szwarc
- 1996 : La Divina Busca de Michel Deville
- 1998 : Taxi Express de Gérard Pirès: Comisario Gilbert

#### Años 2000
- 2000 : Taxi 2 de Gérard Krawczyk: Comisario Gilbert
- 2001 : Astérix y Obélix : Misión Cleopatra de Alain Chabat: Barbarroja
- 2001 : El pacto de los lobos de Christophe Gans
- 2001 : Los Chocados de Gérard Cuq
- 2002 : Taxi 3 de Gérard Krawczyk: Comisario Gilbert
- 2003 : Gente de Fabien Onteniente
- 2003 : Alberto Es Malvado de Hervé Palud
- 2004 : Le Plein Des Sens (cortometraje) de Erick Chabot
- 2004 : Hubo Un Tiempo En El Oeste De Córcega (cortometraje) de Laurent Simonpoli
- 2005 : Iznogoud de Patrick Braoudé: el Sultán Pullmankar
- 2007 : Taxi 4 de Gérard Krawczyk: Comisario Gilbert
- 2007 : El Voluntario de Jean-Pierre Mocky: Comisario Trépied
- 2008 : Noches de Cannes de Christian Vandelet: El productor de cine demandado por un escritor.
- 2009 : El Villano de Albert Dupontel: Inspector Eliott
- 2018 : Taxi 5 de Franck Gastambide: Alcalde de Marsella

### Televisión
- 1979 : Josefina O La Comedia De Las Ambiciones , de Robert Mazoyer
- 1983 : Capitán X, de Bruno Gantillon
- 1985 : Las Investigaciones Del Comisario Maigret, episodio: El Révolver de Maigret de Jean Brard
- 1985 : La Teoría Del 1%, de Gérard Marx
- 1986 : Y Llegará El Día De Mañana, de Jean-Louis Lorenzi
- 1989 : La Condesa De Charny, de Marion Sarraut: Rol de Danton
- 1992 : Vacaciones En El Purgatorio, de Marc Simenon
- 1994 : Corazón De Tomar, de Christian Faure
- 1995 : El Parásito, de Patrick Dewolf
- 1995 : Van Loc (1 episodio)
- 1996 : Carne De Zanahorias (1 episodio)
- 1998 : Crímenes En Serie (1 episodio)
- 1998 : Tapage Nocturna, de Gérard Cuq
- 1999 : Querida Marianne (1 episodio)
- 2000 : El Misterio Parasuram, de Michel Sibra
- 2006 : El Gran Carlos, de Bernard Stora : Charles de Gaulle
- 2011 : En Busca Del Tiempo Perdido, de Nina Companeez: El Duque de Guermantes.

## Teatro (selección)
En Lyon, teatro de la Satyre. Bajo puesta en escena por Bruno Carlucci.
- Tambores En La Noche, de Bertolt Brecht: André Kragler
- Monseñor Mockinpott, de Peter Weiss.

- 1979 : Ruy Blas de Victor Hugo, bajo puesta en escena por Jacques Destoop, Comedia Francesa.

- 1998 : Especies En Peligro, de Ray Cooney, turnado
- 2008 : Óscar de Claude Magnier, puesta en escena por Philippe Hersen, Théâtre du Gymnase Marie-Bell, turnado.
- 2010 : Drôle de couple de Neil Simon, puesta en escena por Anne Bourgeois, Teatro De Los Novatos.